# Neil Sullivan
Neil Sullivan (* 24. Februar 1970 in Sutton) ist ein in England geborener ehemaliger schottischer Fußballtorwart. Er absolvierte 28 Länderspiele für die schottische Nationalmannschaft und war im Vereinsfußball zwischen 1996 und 2002 Stammtorhüter in der Premier League zunächst beim FC Wimbledon sowie später bei Tottenham Hotspur.

## Karriere

### FC Wimbledon
Sullivan schloss sich 1986 in seiner Heimat London dem FC Wimbledon an und wurde zwei Jahre später in den Profikader des Erstligisten übernommen. Beim damaligen Erstligisten blieben seine Bewährungschancen zunächst aus, da der Stammtorhüter Hans Segers sehr konstant war und in drei Jahren nur ein Ligaspiel verpasste. Am 20. April 1991 debütierte er beim 2:1-Auswärtserfolg gegen Aston Villa. Genau ein Jahr später folgte daheim gegen den FC Southampton die zweite Partie, bevor er noch vor Ablauf der Saison 1991/92 leihweise für Crystal Palace den indisponierten Nigel Martyn gegen die Queens Park Rangers (0:1) vertrat. Es dauerte bis zur Saison 1995/96, in der Sullivan regelmäßig für Wimbledon zum Einsatz kam. Vor dieser Spielzeit hatte er sich noch das Bein gebrochen, aber ab Januar 1995 eroberte er sich einen Stammplatz im Tor und sicherte sich fortan die langfristige Nachfolge von Segers. Dabei überzeugte er mit seinen Stärken, die vor allem in guten Reflexen und einer guten Strafraumbeherrschung lagen. Er war ein maßgeblicher Faktor in einer für Wimbledon schwierigen Saison, die am Ende den knappen Klassenerhalt brachte. Im Jahr darauf stabilisierte sich der Verein und Sullivan trug mit dazu bei, dass die „Dons“ in die obere Tabellenhälfte zurückkehrten und nur 46 Gegentore kassierten. Besondere Aufmerksamkeit erregte er mit zwei gehaltenen Elfmetern und einer spektakulären Parade beim Erfolg im FA Cup gegen den Titelverteidiger Manchester United. Damit katapultierte er sich auch in den Fokus der schottischen Nationalmannschaft. Im Jahr darauf reiste er mit den schottischen „Bravehearts“ auch zur WM-Endrunde 1998 nach Frankreich, blieb dort jedoch nur Ersatz hinter Jim Leighton. Vorausgegangen waren gleich 15 Partien mit Wimbledon ohne Gegentor, davon viermal in Serie sowie in sechs der letzten neun Begegnungen. Unfreiwillig im Fokus war er beim bekannten Weitschussgegentreffer von David Beckham im August 1996, der ihn von der Mittellinie aus überlistete. Nach Wimbledons Abstieg im Jahr 2000 wechselte Sullivan ablösefrei zu Tottenham Hotspur.

### Tottenham, Chelsea & Leeds
Sullivan verdrängte bei den „Spurs“ den vormaligen Stammkeeper Ian Walker, aber im Verlauf seiner drei Jahre Verein durchlief er turbulente Zeiten. Während zunächst Trainer George Graham, der ihn auch verpflichtet hatte, auf ihn setzte, fiel er unter Glenn Hoddle sowie Interimstrainer David Pleat in der Torhüterhackordnung zurück. Höhepunkt war für Sullivan das Erreichen des Endspiels im Ligapokal, das im Februar 2002 mit 1:2 gegen die Blackburn Rovers verloren ging. Nach einer Saison 2002/03 ohne Einsatz verließ er den Klub Anfang September 2003 in Richtung des FC Chelsea.
Bei den „Blues“ konkurrierte Sullivan mit Carlo Cudicini, Marco Ambrosio und Jürgen Macho. In dieser Konstellation konnte er sich nur selten durchsetzen und in der Saison 2003/04 absolvierte er acht Pflichtspiele für Chelsea, darunter vier in der Premier League. Es folgte im Januar 2004 der Transfer zum Zweitligisten Leeds United, der damals von Kevin Blackwell trainiert wurde. Sullivan galt als Ersatz für den zu Tottenham abgewanderten Paul Robinson und in den folgenden beiden Jahren war er Stammkeeper bei Leeds, wobei er sich unter anderem gegen den aufstrebenden Konkurrenten Scott Carson durchsetzte. Nach stabilen Leistungen in der Spielzeit 2005/06 und dem Erreichen der Play-off-Spiele zum Aufstieg in die Premier League endete das Jahr jedoch unglücklich mit einer 0:3-Finalniederlage gegen den FC Watford. Dabei machte Sullivan beim zweiten Gegentreffer per Eigentor eine unglückliche Figur. Eine Verletzung in der Sommervorbereitung 2006 leitete Sullivans Ende in Leeds ein. Er stand nur noch sporadisch in der Saison 2006/07 zwischen den Pfosten, nachdem in seiner Abwesenheit Leihkeeper Tony Warner seine Rolle übernommen hatte. Als dann Blackwell entlassen und durch Dennis Wise ersetzt wurde, sorgte dieser mit der zusätzlichen Verpflichtung von Graham Stack für weitere Konkurrenz für Sullivan, der wiederum im November 2006 an den Drittligisten Doncaster Rovers ausgeliehen wurde (Wise teilte der Öffentlichkeit mit, dass der Grund in Sullivans Gewichtszunahme neben den schwachen Leistungen gelegen habe). Im Februar 2007 zog es Sullivan ein zweites Mal nach Doncaster, wobei Leeds sich mit Casper Ankergren an einem weiteren Kandidat für die „Nummer 1“ probierte.

### Doncaster Rovers
Schließlich wurde Sullivans Vertrag zum Ende der Saison 2006/07 in Leeds nach dem Fall in die dritte Liga aufgelöst und nunmehr als „Dauerlösung“ führte Sullivan die „Rovers“ in der Spielzeit 2007/08 zum Aufstieg in die zweite Liga – entscheidend war dafür ein 1:0-Sieg im Play-off-Finale gegen seinen Ex-Klub Leeds. Drei Jahre verbrachte er danach als Zweitligastammkeeper für Doncaster, bevor ihn Gary Woods ablöste. Während seiner letzten aktiven Saison 2012/13 wurde er für vier Monate an den Viertligisten AFC Wimbledon ausgeliehen, bevor er am 27. April 2013 gegen den FC Brentford im Alter von 43 Jahren zum letzten Mal für Doncaster in einem Profiligaspiel zwischen den Pfosten stand und dem Verein mit zum Gewinn der Drittligameisterschaft verhalf.

### Schottische Nationalmannschaft
Sullivan absolvierte 28 A-Länderspiele für Schottland zwischen 1997 und 2003. Dabei war er Teil des Kaders für die WM-Endrunde 1998 in Frankreich, kam er jedoch in keiner der drei Partien zum Einsatz. Nach dem Rücktritt von Jim Leighton war er Stammtorhüter bei den Qualifikationsspielen zur Euro 2000 und WM-Endrunde 2002. Seine letzte Partie absolvierte er am 12. Februar 2003 gegen Irland (0:2).

### Trainertätigkeiten
Nach dem Ende seiner aktiven Laufbahn begann Sullivan ab 2013 als Torwarttrainer in der Akademie von Leeds United zu arbeiten. Im Jahr darauf wurde er zum Torwarttrainer der ersten Mannschaft befördert und in dieser Funktion war er unter Dave Hockaday, Darko Milanič und Neil Redfearn verantwortlich, bevor er zu Beginn der Saison 2015/16 unter dem neuen Trainer Uwe Rösler wieder in die Akademie zurückkehrte. Nach dem Aufstieg von Leeds United in die Premier League verließ Sullivan den Klub und heuerte bei Hull City als U-18-Trainer an.